# Har (creștinism)
Harul în creștinism este un har supranatural acordat de Dumnezeu unei făpturi raționale, spre mântuirea veșnică.
Este și un atribut al lui Dumnezeu care se manifestă de obicei pentru mântuirea păcătoșilor. Ortodoxia creștină arată că inițiativa în relația harului dintre Dumnezeu și o persoană este întotdeauna de partea lui Dumnezeu. După ce Dumnezeu a oferit acest "prim har", fiecare persoană îl poate accepta sau respinge. Doctrina calvinistă spune că din moment ce toate persoanele sunt de la sine moarte din punct de vedere spiritual, ele n-au dorința de a accepta acest har decât atunci când Dumnezeu le dă viață spirituală prin regenerare. Dumnezeu regenerează doar persoanele predestinate de el la mântuire.

## Generalități
În Biblie, harul (cf. ebr. חן; gr. χάρις), poate însemna, în sens subiectiv, bunăvoința unei persoane suspuse față de una supusă ei, în particular, a lui Dumnezeu față de om (cf. Gen 30, 27; Lc 1, 30). În sens obiectiv, darul rezultat din bunăvoința nemeritată (cf. Rom 11, 6). Alte sensuri pot fi: "farmec" (Ps 44, 3; Prov 31, 30), "mulțumire" pentru binefacerile primite (cf. Lc 17, 9; 1 Cor 10, 30).
În Vechiul Testament, gratuitatea harului și iubirea divină sunt exprimate pretutindeni, prin diferiți termeni, dintre care cei mai importanți sunt:
- חֵן (ḥēn, "îndurare" pentru cei aflați în mizerie)
- חֶסֶד (ḥesed, "fidelitate generoasă, îndurătoare", față de ai săi)
- רַחֲמׅים (raḥămîm, "duioșie a inimii", atașamentul întregii ființe față de toți cei iubiți)
- צֶדֶק (țedeq, "dreptate" ce asigură fiecărei creaturi deplinătatea drepturilor și împlinirea aspirațiilor)

În Noul Testament, venirea lui Isus Christos arată că generozitatea lui Dumnezeu merge până la a ni-l dărui pe propriul său Fiu: harul lui Dumnezeu s-a revelat în Isus Christos. În Evanghelii, termenul χάρις apare foarte rar în sens tehnic, însă ideea Împărăției lui Dumnezeu exprimă aceeași realitate. La Sfântul Pavel, harul se află în centrul atenției exprimând mai ales unirea cu Christos. La Sfântul Ioan, harul este mai ales legat de participarea la viața dumnezeiască.

### Clasificare
- Har necreat / har creat
- Har al lui Dumnezeu / har al lui Christos
- Har exterior / har lăuntric
- Har dat în dar / har pentru a fi bineplăcut
- Har sfințitor (habitual) / har lucrător (actual)

### Cauza harului
Cauza eficientă principală a harului este Dumnezeu întreit; cauza eficientă instrumentală este firea omenească a lui Christos și sacramentele (tainele), cauza meritorie harului dăruit omenirii decăzute este Christos cu lucrarea sa de răscumpărare; cauza finală primară este preamărirea lui Dumnezeu, iar cauza finală secundară este mântuirea veșnică a omului.

## Harul lucrător (actual)

### Natura harului lucrător
Harul lucrător (actual) este o influență provizorie, supranaturală, a lui Dumnezeu, asupra puterilor sufletești ale omului, cu scopul de a-l îndemna la un act rânduit spre mântuire. Harul lucrător iluminează rațiunea și întărește voința, lăuntric și nemijlocit. 
Potrivit Apostolului Pavel, omul, de la natură, nu este în stare nici măcar să gândească ceva legat de mântuirea veșnică: "Nu că de la noi înșine suntem destoinici să cugetăm ceva ca de la noi înșine, ci destoinicia noastră este de la Dumnezeu" (2 Cor 3, 5). Capacitatea de a cugeta la mântuire vine de la Dumnezeu, care luminează rațiunea: "Eu am sădit, Apollo a udat, dar Dumnezeu a dat creșterea. Astfel nici cel care sădește nu e ceva, nici cel care udă, ci numai Dumnezeu, care dă creșterea" (1 Cor 3, 6-7).
Există o lucrare supranaturală a lui Dumnezeu asupra puterilor sufletești, care precede hotărârea liberă a voinței (harul prevenitor): "Iată, Eu stau la ușă și bat; dacă va auzi cineva glasul meu și va deschide ușa, voi intra la el și voi cina cu el și el cu mine" (Ap 3, 20); "Nimeni nu poate să vină la mine dacă nu-l atrage Tatăl care m-a trimis" (In 6, 44).
Altă lucrare supranaturală însoțește actul liber al voinței omului (harul consecutiv): "Prin harul lui Dumnezeu sunt ceea ce sunt și harul lui pentru mine nu a fost zadarnic, ci am trudit mai mult decât ei toți; totuși nu eu, ci harul lui Dumnezeu care este cu mine" (1 Cor 15, 10).

### Necesitatea harului lucrător
Pentru fiecare act de mântuire este absolut necesar harul supranatural lăuntric al lui Dumnezeu. De asemenea, harul supranatural lăuntric este absolut necesar la începutul credinței și al mântuirii. Și un om îndreptățit are nevoie de harul lucrător, pentru săvârșirea de acte de mântuire. Un om îndreptățit nu poate, fără ajutorul special al lui Dumnezeu, să stăruie până la sfârșit în dreptatea dobândită. Un om îndreptățit nu este în stare, fără un privilegiu deosebit al harului lui Dumnezeu, să evite în decursul întregii vieți orice păcat, chiar ușoare.
Omul, chiar în starea de păcat, căzută, prin puterea lui naturală de cunoaștere, poate recunoaște adevăruri religioase și morale. Pentru săvârșirea unei fapte bune din punct de vedere moral nu este nevoie de harul sfințitor nici de harul credinței, nici de harul lucrător. Însă, în starea naturii decăzute, fără Revelația supranaturală, omul este în imposibilitate morală de a recunoaște toate adevărurile naturale religioase și morale, lesne, cu certitudine puternică și fără amestecul unor erori. De asemenea, în starea naturii decăzute, fără harul tămăduitor (lat. gratia sanans), omul este în imposibilitatea morală de a împlini vreme îndelungată întreaga lege morală și de a depăși toate ispitele grele.

### Acordarea harului lucrător
Harul nu poate fi meritat prin fapte naturale, nici de condigno, nici de congruo. Harul nu poate fi dobândit nici prin rugăciune de cerere naturală. De asemenea, omul, din punct de vedere natural, nu se poate dispune în mod pozitiv pentru primirea harului. 
În ciuda căderii omului și a păcatului strămoșesc, Dumnezeu voiește realmente mântuirea tuturor oamenilor. Dumnezeu le dăruiește tututor drepților harul "suficient" pentru respectarea poruncilor divine și, de asemenea, le dăruiește tututor păcătoșilor credincioși har suficient pentru a se converti. Celor necredincioși fără vina lor, Dumnezeu le dă har suficient pentru dobândirea mântuirii veșnice.
Dumnezeu, printr-o hotărâre veșnică, i-a predestinat pe unii oameni la fericirea veșnică. De asemenea, prin hotărârea sa veșnică, i-a predestinat pe unii oameni la osânda veșnică, din cauza păcatelor lor, pe care Dumnezeu le cunoaște dinainte. 

### Relația între har și libertate
Voința omului rămâne liberă sub influența harului. Harului i se poate opune rezistență. Există har realmente suficient și care totuși rămâne fără efect.

## Harul sfințitor (habitual)

### Procesul îndreptățirii
Îndreptățirea este trecerea din starea în care se naște omul ca fiu al lui Adam în starea de har și de înfiere a fiilor lui Dumnezeu, prin al doilea Adam, adică Isus Christos Mântuitorul.
Păcătosul poate și trebuie să se pregătească, cu ajutorul harului lucrător, de primirea harului îndreptățirii. Fără credință, îndreptățirea unui adult nu este posibilă. Pe lângă credință, mai sunt necesare și alte acte care dispun la har (de pildă: speranța în îndurarea lui Dumnezeu, începutul iubirii lui Dumnezeu, detestarea păcatului, propunerea de a primi Botezul și a începe o viață nouă).

### Starea de îndreptățire
Harul sfințitor este un dar supranatural, creat, al lui Dumnezeu. Harul sfințitor este o calitate supranaturală, revărsată de Dumnezeu, ce se adaugă sufletului. Harul sfințitor nu este însă o substanță, ci realmente un accident, care se adaugă substanței sufletului. Harul sfințitor se deosebește realmente de caritate, de dragostea divină. Harul sfințitor întemeiază participarea la natura dumnezeiască. 
Efectele formale ale harului sfințitor sunt: 
- sfințirea sufletului
- frumusețea supranaturală a sufletului
- prietenia cu Dumnezeu a celui îndreptățit
- faptul de a deveni copil al lui Dumnezeu și dreptul la moștenirea cerului
- locuirea Duhului Sfânt, cel drept devenind un templu al Duhului Sfânt.

Urmări ale harului sfințitor sunt virtuțile teologale (credința, speranța, dragostea), dar și virtuțile morale și revărsarea darurilor Duhului Sfânt.
Însușirile stării de har sunt:
- nesiguranța (nimeni nu poate ști sigur că se află în stare de har)
- inegalitatea (măsura harului îndreptățirii nu este la fel la toți cei îndreptățiți; harul primit poate fi sporit prin fapte bune)
- posibilitatea pierderii, prin orice păcat grav, a harului.

### Roadele îndreptățirii: meritul
Cel drept merită realmente, prin fapte bune, dreptul la răsplată supranaturală. Însă, în fața lui Dumnezeu, nu există, în sens strict "juridic", un merit din partea omului. Și faptele bune sunt tot de la Dumnezeu: meritul omului la Dumnezeu provine din faptul că Dumnezeu a dispus în mod liber să-l asocieze pe om la lucrarea harului său.
Obiectul meritului, de condigno, constă în faptul că cel îndreptățit merită, prin faptele sale bune, sporirea harului sfințitor, viața veșnică și sporirea slavei în cer.